# Mönchstraße 36 (Stralsund)
Das Gebäude Mönchstraße 36 in Stralsund ist ein denkmalgeschütztes Bauwerk in der Mönchstraße.

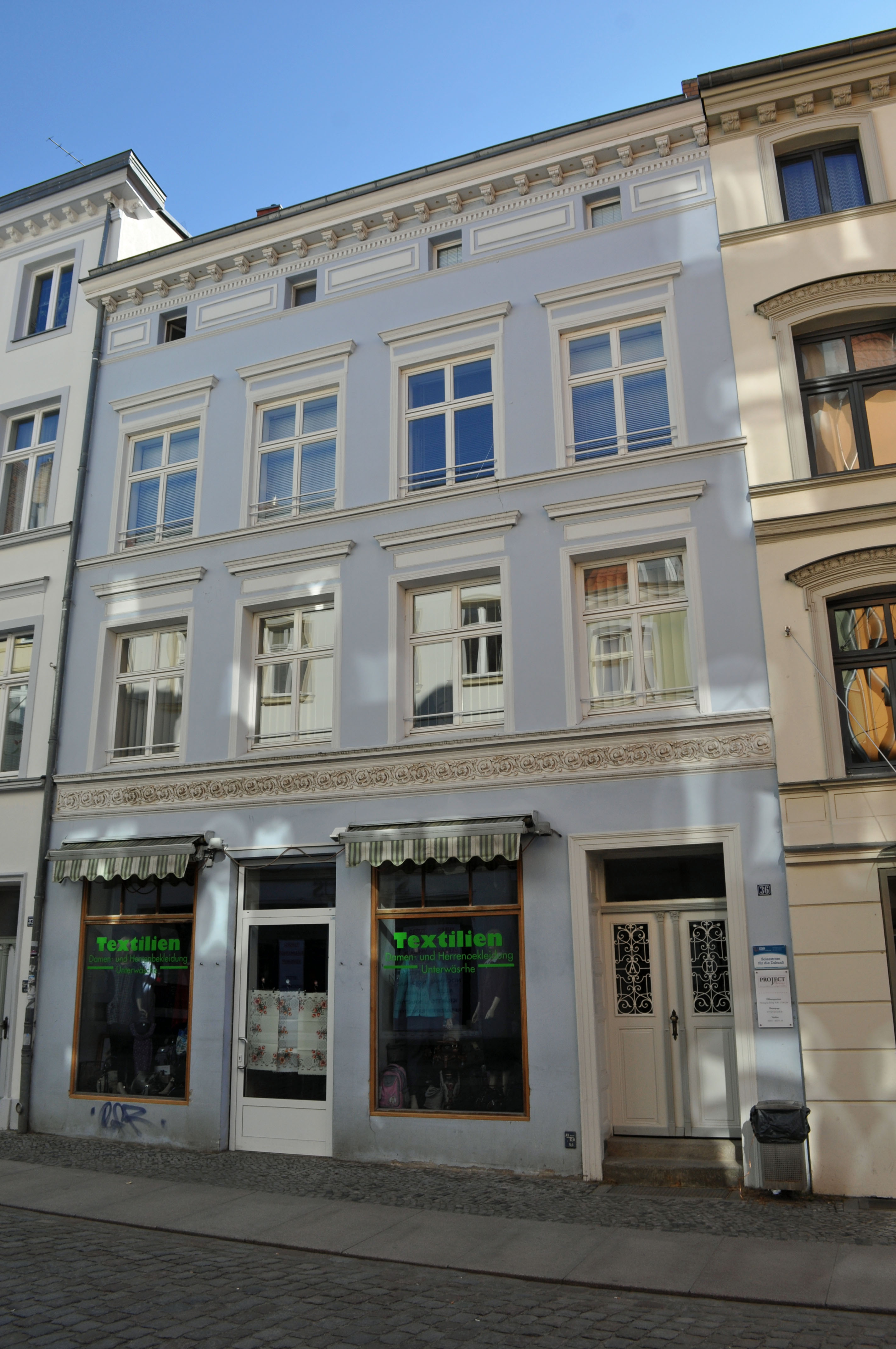
Haus Mönchstraße 36 in Stralsund (2012)

Das dreigeschossige Traufenhaus mit Drempel wurde im frühen 19. Jahrhundert errichtet; Ende des 19. Jahrhunderts wurde es umgebaut. Die Fassade des verputzten Hauses wird zwischen Erdgeschoss und erstem Obergeschoss durch einen Ornamentfries und zwischen erstem und zweitem Obergeschoss durch ein Gurtgesims gegliedert. Ein Konsolgesims schließt das Haus ab.
Das Haus im Kerngebiet des von der UNESCO als Weltkulturerbe anerkannten Stadtgebietes des Kulturgutes „Historische Altstädte Stralsund und Wismar“ ist in die Liste der Baudenkmale in Stralsund eingetragen.